# Bryan Vega
Bryan Isaias Vega Chaves (San José, 27 maggio 1991) è un calciatore costaricano, attaccante dell'Escorpiones.

## Carriera

### Club
Ha esordito in prima squadra nel 2009, per poi trasferirsi nel 2011 all'Orión Fútbol Club.

### Nazionale
Nel 2011 viene convocato nell'Under-20 per prendere parte al campionato mondiale di calcio Under-20.